# Carrer de la Princesa
El carrer de la Princesa és un carrer de la Ciutat Vella de Barcelona. Paral·lel al mar, travessa en línia recta el sector de Sant Pere, Santa Caterina i la Ribera en la seva part central. De fet, modernament s'acostuma a considerar que fa de frontera entre els barris de Santa Caterina i la Ribera.
A la imatgeria festiva de les festes barcelonines, el carrer està representat pels Gegants del carrer de la Princesa.

## Toponímia

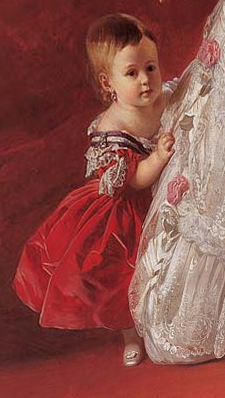
La princesa Isabel de Borbó

Inicialment, rebé el nom en honor d'Isabel de Borbó i Borbó, filla primogènita de la reina Isabel II d'Espanya i princesa d'Astúries, que havia nascut el 1851, dos anys abans de l'obertura del carrer. Durant la II República Espanyola va dur el nom de Pablo Iglesias en honor del fundador del PSOE.

## Història
El carrer de la Princesa és fruit d'un projecte de l'ajuntament durant la legislatura 1820-1823 (el Trienni liberal). Era un dels primers projectes de transformació urbanística dirigits des del consistori en una ciutat encara emmurallada, i consistia en l'obertura d'un carrer ample i recte que connectés la Ciutadella de Barcelona amb la Rambla a través de la xarxa de carrerons del centre històric. El projecte tenia en part un objectiu militar: el de facilitar el desplegament de tropes des de la fortalesa al centre urbà.
Com a resultat d'aquest projecte, que va trigar tres dècades en acabar, va néixer l'eix format pels carrers de Ferran, de Jaume I i de la Princesa, així com la plaça de Sant Jaume. El carrer de la Princesa fou el darrer d'aquests trams a construir-se, una vegada ja eren oberts els carrers de Ferran i de Jaume I fins a la plaça de l'Àngel. Durant el procés de construcció del carrer varen desaparèixer alguns carrers com ara els de Mill, l'Ombra, l'Esgrima i la Volta d'en Tatxer; mentre que d'altres varen quedar seccionats com els de Montcada i de Flassaders; o alterats substancialment com els de Corretger i dels Cotoners. El projecte l'acabaren duent a terme els arquitectes Josep Oriol Mestres i Josep Oriol Mestres i EsplugasJosep Oriol Mestres. Actualment, el carrer segueix tenint una majoria d'edificis de l'època d'entre el 1853 i el 1870, de manera que manté una certa unitat arquitectònica.
El 19 de novembre de 1853 es va fer la cerimònia d'inauguració del carrer. En aquell moment el carrer de la Princesa era considerat el més ample de la ciutat i tenia cert caràcter senyorial i burgès, i juntament amb els carrers de Ferran i de Jaume I formava un animat eix comercial.
El 1869 es va enderrocar la fortalesa de la Ciutadella i al seu lloc s'hi construí el recinte de l'Exposició Universal del 1888 i posterior Parc de la Ciutadella. El carrer de la Princesa es va prolongar en un nou tram, inicialment anomenat carrer de Cadis, fins al nou passeig de la Indústria (actual passeig de Picasso), que envoltava el recinte firal. Aquest nou tram va ser urbanitzat seguint un projecte d'estil unitari de Josep Fontserè i Mestre, amb un conjunt de edificis porxats (els Porxos d'en Fontserè). A l'altre extrem del carrer de la Princesa s'hi va produir, el 1908 l'obertura de la Via Laietana, que comportà una secció perpendicular de l'eix Princesa - Jaume I a la plaça de l'Àngel.

## Indrets destacats
- Museu Europeu d'Art Modern